# Paris–Tours

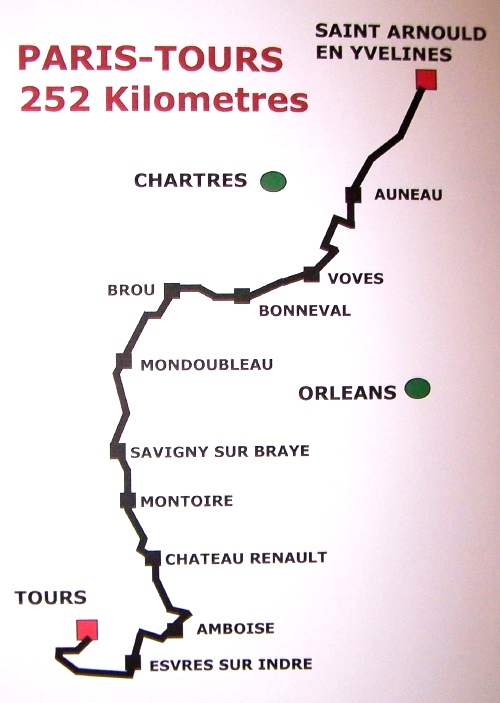
Strecke Paris–Tours 2005

Paris–Tours ist ein seit 1896 alljährlich im Herbst durchgeführtes Straßenradrennen für Männer.
1974 hieß das Eintagesrennen entsprechend der abweichenden Streckenführung Tours–Paris und 1975 Tours–Versailles. Zwischen 1976 und 1987 nannte sich das Rennen Grand Prix d’Automne (frz., dt. Großer Herbstpreis), wobei der Parcours bis 1977 weiterhin von Tours nach Versailles führte, 1978 von Blois nach Montlhéry, von 1979 bis 1984 von Blois nach Chaville und von 1985 bis 1987 von Créteil nach Chaville. Bis 1949 lag das Ziel auf der Radrennbahn „Victor Lefèvre“ in Tours, die nach dem gleichnamigen Radrennfahrer benannt war. Von 1950 bis 1958 war die „La Côte de l’Alouette“, ein Anstieg bei Tours, Ziel des Rennens.
Das Rennen wird allgemein zu den Klassikern gezählt und galt lange Zeit als Klassiker der Sprinter. Durch die Hinzufügung von drei Anstiegen kurz vor dem Ziel in Tours und im Jahr 2018 von Schotterabschnitten auf den letzten 60 Kilometern änderte sich aber der Charakter des Rennens, welches mehr und mehr Ausreißer bevorzugt.
Die Renndistanz schwankte im Laufe der Jahre aufgrund der jeweils gewählten Streckenführung zwischen 246 km und 342 km (in den 1920er-Jahren). 2009 betrug sie 230 km. Vier Fahrern gelang es, das Rennen je dreimal zu gewinnen: Gustave Danneels (1934, 1936, 1937), Paul Maye (1941, 1942, 1945), Guido Reybrouck (1964, 1966, 1968) und Erik Zabel (1994, 2003, 2005).
Der Wettbewerb wird durch die Amaury Sport Organisation (ASO) veranstaltet. Das Rennen war bis 2004 Teil des zehn Rennen umfassenden Rad-Weltcups. Nach dessen Ende gehörte es von 2005 bis 2007 zur neu eingeführten UCI ProTour, einer Serie der wichtigsten Radrennen des Jahres. Aufgrund des Konfliktes zwischen dem Veranstalter ASO und dem internationalen Radsportverband UCI war das Rennen seit dem Jahre 2008 Teil der UCI Europe Tour. Es ist seit 2020 Teil der neu geschaffenen UCI ProSeries, somit in der UCI-Kategorie 1.Pro eingestuft.

## Palmarès
| Jahr                                               | Sieger                 | Zweiter                  | Dritter                    |
| -------------------------------------------------- | ---------------------- | ------------------------ | -------------------------- |
| Paris–Tours                                        |                        |                          |                            |
| 1896                                               | Eugène Prévost         | Emile Ouzou              | Lucien Bouvet              |
| 1897–1900 nicht ausgetragen                        |                        |                          |                            |
| 1901                                               | Jean Fischer           | Georges Lorgeou          | Édouard Wattelier          |
| 1902–1905 nicht ausgetragen                        |                        |                          |                            |
| 1906                                               | Lucien Petit-Breton    | Louis Trousselier        | Henri Cornet               |
| 1907                                               | Georges Passerieu      | André Pottier            | Émile Georget              |
| 1908                                               | Omer Beaugendre        | Frédéric Saillot         | François Faber             |
| 1909                                               | François Faber         | Jean Alavoine            | Ernest Paul                |
| 1910                                               | François Faber         | Louis Trousselier        | Émile Engel                |
| 1911                                               | Octave Lapize          | Cyrille Van Hauwaert     | Émile Georget              |
| 1912                                               | Louis Heusghem         | Charles Deruyter         | Lucien Petit-Breton        |
| 1913                                               | Charles Crupelandt     | Georges Passerieu        | Louis Luguet               |
| 1914                                               | Oscar Egg              | Émile Engel              | Philippe Thys              |
| 1915–1916 nicht ausgetragen wegen Erstem Weltkrieg |                        |                          |                            |
| 1917                                               | Philippe Thys          | Marcel Godivier          | Eugène Christophe          |
| 1918                                               | Charles Mantelet       | Lucien Cazalis           | Alexis Michiels            |
| 1919                                               | Hector Tiberghien      | René Vandenhove          | Jean Rossius               |
| 1920                                               | Eugène Christophe      | Honoré Barthélémy        | Albert Dejonghe            |
| 1921                                               | Francis Pélissier      | Louis Mottiat            | Eugène Christophe          |
| 1922                                               | Henri Pélissier        | Heiri Suter              | Robert Jacquinot           |
| 1923                                               | Paul Deman             | Félix Sellier            | Hector Tiberghien          |
| 1924                                               | Louis Mottiat          | Nicolas Frantz           | Jules Huyvaert             |
| 1925                                               | Denis Verschueren      | August Mortelmans        | Jean Hillarion             |
| 1926                                               | Heiri Suter            | Kastor Notter            | Nicolas Frantz             |
| 1927                                               | Heiri Suter            | Gustaaf Van Slembrouck   | Georges Ronsse             |
| 1928                                               | Denis Verschueren      | Charles Pélissier        | Marius Gallottini          |
| 1929                                               | Nicolas Frantz         | Aimé Deolet              | Georges Ronsse             |
| 1930                                               | Jean Maréchal          | Marcel Bidot             | Frans Bonduel              |
| 1931                                               | André Leducq           | Roger Parioleau          | Alfred Haemerlinck         |
| 1932                                               | Julien Moineau         | Herbert Sieronski        | Amulio Viarengo            |
| 1933                                               | Jules Merviel          | Antonin Magne            | Ludwig Geyer               |
| 1934                                               | Gustave Danneels       | Romain Gijssels          | Félicien Vervaecke         |
| 1935                                               | René Le Grevès         | Roger Lapébie            | Raffaele Di Paco           |
| 1936                                               | Gustave Danneels       | Fernand Mithouard        | Jules Coelart              |
| 1937                                               | Gustave Danneels       | Frans Bonduel            | Edgard De Caluwé           |
| 1938                                               | Jules Rossi            | Albertin Dissaux         | Paul Maye                  |
| 1939                                               | Frans Bonduel          | Lucien Storme            | Theo Pirmez                |
| 1940 nicht ausgetragen wegen Zweitem Weltkrieg     |                        |                          |                            |
| 1941                                               | Paul Maye              | Albert Goutal            | Pierre Cloarec             |
| 1942                                               | Paul Maye              | Gérard Virol             | Jules Rossi                |
| 1943                                               | Gabriel Gaudin         | Achiel Buysse            | Albert Hendrickx           |
| 1944                                               | Lucien Teisseire       | Louis Gauthier           | Louis Thiétard             |
| 1945                                               | Paul Maye              | Joseph Goutorbe          | Émile Idée                 |
| 1946                                               | Albéric Schotte        | Roger Prevotal           | Maurice De Muer            |
| 1947                                               | Albéric Schotte        | Émile Idée               | Albert Sercu               |
| 1948                                               | Louis Caput            | Robert Mignat            | Émile Idée                 |
| 1949                                               | Albert Ramon           | Paul Néri                | Jacques Geus               |
| 1950                                               | André Mahé             | Urbain Caffi             | Guy Lapébie                |
| 1951                                               | Jacques Dupont         | Alfredo Martini          | Attilio Redolfi            |
| 1952                                               | Raymond Guégan         | Albéric Schotte          | Louis Caput                |
| 1953                                               | Jozef Schils           | Ferdy Kübler             | Georges Gilles             |
| 1954                                               | Gilbert Scodeller      | Louison Bobet            | Pierre Michel              |
| 1955                                               | Jacques Dupont         | Fred De Bruyne           | Jean-Marie Cieleska        |
| 1956                                               | Albert Bouvet          | Julien Schepens          | Louison Bobet              |
| 1957                                               | Fred De Bruyne         | Louison Bobet            | Angelo Conterno            |
| 1958                                               | Gilbert Desmet         | Fred De Bruyne           | François Mahé              |
| 1959                                               | Rik Van Looy           | Coen Niesten             | André Noyelle              |
| 1960                                               | Jo de Haan             | Michel Stolker           | Luis Otaño                 |
| 1961                                               | Joseph Wouters         | Gilbert Desmet           | Anatole Novak              |
| 1962                                               | Jo de Roo              | Frans Melckenbeeck       | Benoni Beheyt              |
| 1963                                               | Jo de Roo              | Tom Simpson              | Raymond Poulidor           |
| 1964                                               | Guido Reybrouck        | Rik Van Looy             | Gustaaf De Smet            |
| 1965                                               | Gerben Karstens        | Gustaaf De Smet          | Fernand Deferm             |
| 1966                                               | Guido Reybrouck        | Rik Van Looy             | Paul Lemeteyer             |
| 1967                                               | Rik Van Looy           | Barry Hoban              | José Samyn                 |
| 1968                                               | Guido Reybrouck        | Walter Godefroot         | Eric Leman                 |
| 1969                                               | Herman Van Springel    | Frans Verbeeck           | Roger Jochmans             |
| 1970                                               | Jürgen Tschan          | René Pijnen              | Guido Reybrouck            |
| 1971                                               | Rik Van Linden         | Marino Basso             | Gerben Karstens            |
| 1972                                               | Noël Van Tyghem        | Jos Huysmans             | Willy De Geest             |
| 1973                                               | Rik Van Linden         | Roger De Vlaeminck       | Frans Verbeeck             |
| Tours–Paris                                        |                        |                          |                            |
| 1974                                               | Francesco Moser        | Jean-Pierre Danguillaume | Eric Leman                 |
| Tours–Versailles                                   |                        |                          |                            |
| 1975                                               | Freddy Maertens        | Frans Van Looy           | Roger De Vlaeminck         |
| 1976                                               | Ronny De Witte         | Raymond Poulidor         | Robert Bouloux             |
| 1977                                               | Joop Zoetemelk         | Johan De Muynck          | Hennie Kuiper              |
| Blois–Paris                                        |                        |                          |                            |
| 1978                                               | Jan Raas               | Jos Jacobs               | Guido Van Calster          |
| Blois–Chaville                                     |                        |                          |                            |
| 1979                                               | Joop Zoetemelk         | Giuseppe Saronni         | Jan Raas                   |
| 1980                                               | Daniel Willems         | Alain Vigneron           | Eddy Vanhaerens            |
| 1981                                               | Jan Raas               | Ferdi Van Den Haute      | Luc Colijn                 |
| 1982                                               | Jean-Luc Vandenbroucke | Pierino Gavazzi          | Alfons De Wolf             |
| 1983                                               | Ludo Peeters           | Adrie van der Poel       | Jan Raas                   |
| 1984                                               | Sean Kelly             | Steven Rooks             | Bruno Wojtinek             |
| Créteil–Chaville                                   |                        |                          |                            |
| 1985                                               | Ludo Peeters           | Moreno Argentin          | Sean Kelly                 |
| 1986                                               | Phil Anderson          | Jean-Louis Peillon       | Charly Mottet              |
| 1987                                               | Adrie van der Poel     | Teun van Vliet           | Maurizio Fondriest         |
| Paris–Tours                                        |                        |                          |                            |
| 1988                                               | Peter Pieters          | Jan Goessens             | Sean Kelly                 |
| 1989                                               | Jelle Nijdam           | Eric Vanderaerden        | Johan Museeuw              |
| 1990                                               | Rolf Sørensen          | Phil Anderson            | Maurizio Fondriest         |
| 1991                                               | Johan Capiot           | Olaf Ludwig              | Nico Verhoeven             |
| 1992                                               | Hendrik Redant         | Christian Henn           | Olaf Ludwig                |
| 1993                                               | Johan Museeuw          | Maurizio Fondriest       | Oleksandr Hontschenkow     |
| 1994                                               | Erik Zabel             | Gianluca Bortolami       | Zbigniew Spruch            |
| 1995                                               | Nicola Minali          | Andreï Tchmil            | Sven Teutenberg            |
| 1996                                               | Nicola Minali          | Tom Steels               | Giovanni Lombardi          |
| 1997                                               | Andreï Tchmil          | Maximilian Sciandri      | Henk Vogels junior         |
| 1998                                               | Jacky Durand           | Mirco Gualdi             | Jaan Kirsipuu              |
| 1999                                               | Marc Wauters           | Gianni Faresin           | Jaan Kirsipuu              |
| 2000                                               | Andrea Tafi            | Andreï Tchmil            | Daniele Nardello           |
| 2001                                               | Richard Virenque       | Óscar Freire Gómez       | Erik Zabel                 |
| 2002                                               | Jakob Piil             | Jacky Durand             | Erik Zabel                 |
| 2003                                               | Erik Zabel             | Alessandro Petacchi      | Stuart O’Grady             |
| 2004                                               | Erik Dekker            | Danilo Hondo             | Óscar Freire Gómez         |
| 2005                                               | Erik Zabel             | Daniele Bennati          | Allan Davis                |
| 2006                                               | Frédéric Guesdon       | Kurt Asle Arvesen        | Stuart O’Grady             |
| 2007                                               | Alessandro Petacchi    | Francesco Chicchi        | Óscar Freire Gómez         |
| 2008                                               | Philippe Gilbert       | Jan Kuyckx               | Sébastien Turgot           |
| 2009                                               | Philippe Gilbert       | Tom Boonen               | Borut Božič                |
| 2010                                               | Óscar Freire Gómez     | Angelo Furlan            | Gert Steegmans             |
| 2011                                               | Greg Van Avermaet      | Marco Marcato            | Kasper Klostergaard        |
| 2012                                               | Marco Marcato          | Laurens De Vreese        | Niki Terpstra              |
| 2013                                               | John Degenkolb         | Michael Mørkøv           | Arnaud Démare              |
| 2014                                               | Jelle Wallays          | Thomas Voeckler          | Jens Debusschere           |
| 2015                                               | Matteo Trentin         | Tosh Van der Sande       | Greg Van Avermaet          |
| 2016                                               | Fernando Gaviria       | Arnaud Démare            | Jonas Van Genechten        |
| 2017                                               | Matteo Trentin         | Søren Kragh Andersen     | Niki Terpstra              |
| 2018                                               | Søren Kragh Andersen   | Niki Terpstra            | Benoît Cosnefroy           |
| 2019                                               | Jelle Wallays          | Niki Terpstra            | Oliver Naesen              |
| 2020                                               | Casper Pedersen        | Benoît Cosnefroy         | Joris Nieuwenhuis          |
| 2021                                               | Arnaud Démare          | Franck Bonnamour         | Jasper Stuyven             |
| 2022                                               | Arnaud Démare          | Edward Theuns            | Sam Bennett                |
| 2023                                               | Riley Sheehan          | Lewis Askey              | Tobias Halland Johannessen |
| 2024                                               | Christophe Laporte     | Mathias Vacek            | Jasper Philipsen           |